# Nekonečná množina
Nekonečná množina je matematický pojem z oboru teorie množin.

## Definice
V teorii množin je jako nekonečná množina označována taková množina, která není konečná.

Za konečné jsou přitom označovány ty množiny, které nelze vzájemně jednoznačně zobrazit na nějakou jejich vlastní podmnožinu.

## Příklady
Příkladem nekonečné množiny je množina přirozených čísel, neboť každému číslu {\displaystyle n} lze jednoznačně přiřadit sudé číslo {\displaystyle 2n}, které je také přirozeným číslem. Mohli bychom také říci, že celá množina je stejně velká jako její část.

Existenci této množiny zajišťuje axiom nekonečna.
Množina přirozených čísel je v jistém smyslu „nejmenší“ mezi nekonečnými množinami – každá její podmnožina je buď konečná, anebo stejně velká (ve smyslu vzájemně jednoznačného zobrazení) jako celá množina přirozených čísel.
Nekonečné množiny se podle toho, zda je lze vzájemně jednoznačně zobrazit na výše uvedenou množinu přirozených čísel, dále dělí na spočetné a nespočetné.
- množina všech celých čísel je spočetná – lze jí vzájemně jednoznačně zobrazit na množinu přirozených čísel, pokud si celá čísla seřadíme tímto způsobem: {\displaystyle \{0,1,-1,2,-2,3,\ldots \}\,\!}
- množina všech reálných čísel je nespočetná – pomocí Cantorovy diagonální metody lze dokázat, že neexistuje vzájemně jednoznačné zobrazení mezi množinou přirozených a reálných čísel
- množina všech přirozených čísel menších než čtyři (tedy 0,1,2,3) je konečná množina – jakýkoliv pokus zobrazit ji vzájemně jednoznačně na některou její vlastní podmnožinu je předem odsouzen k neúspěchu

## Hierarchie nekonečných množin
Nabízí se otázka, kolik velikostí nekonečných množin existuje. Odpověď na tuto otázku se zásadně liší podle axiomatické soustavy teorie množin, pomocí které budeme hledat odpověď.
Z pohledu dnes nejrozšířenější Zermelo-Fraenkelovy teorie množin je nekonečen nekonečně mnoho. Podle Cantorovy věty totiž potenční množinu {\displaystyle \mathbb {P} (X)\,\!} nelze zobrazit na původní množinu {\displaystyle X\,\!}, takže
- množinu {\displaystyle \mathbb {P} (\omega )\,\!} všech podmnožin množiny přirozených čísel nelze vzájemně jednoznačně zobrazit na množinu {\displaystyle \omega \,\!} všech přirozených čísel
- množinu {\displaystyle \mathbb {P} (\mathbb {P} (\omega ))\,\!} všech podmnožin množiny všech podmnožin množiny přirozených čísel nelze vzájemně jednoznačně zobrazit na množinu {\displaystyle \mathbb {P} (\omega )\,\!} všech podmnožin množiny přirozených čísel
- množinu {\displaystyle \mathbb {P} (\mathbb {P} (\mathbb {P} (\omega )))\,\!} nelze vzájemně jednoznačně zobrazit na množinu {\displaystyle \mathbb {P} (\mathbb {P} (\omega ))\,\!}
- {\displaystyle \ldots \,\!}

Existují i jiné pohledy, které se naopak takto rozsáhlé hierarchii nekonečen brání – příkladem je konstruktivismus nebo Vopěnkova Alternativní teorie množin.